# Duchailluia
Genre
Duchailluia est un genre d'insectes de l'ordre des Blattodea (Blattaria), des cafards de la famille des Blattidae.
Ce genre comprend 11 espèces, sa cladistique au Catalogue of Life est :
| Duchailluia | \| \| Duchailluia anthracina \| \| \| \| \| \| Duchailluia assimilis \| \| \| \| \| \| Duchailluia congoensis \| \| \| \| \| \| Duchailluia furcifera \| \| \| \| \| \| Duchailluia manca \| \| \| \| \| \| Duchailluia nigerrima \| \| \| \| \| \| Duchailluia semoni \| \| \| \| \| \| Duchailluia shelfordi \| \| \| \| \| \| Duchailluia spinulifera \| \| \| \| \| \| Duchailluia togoensis \| \| \| \| \| \| Duchailluia yemenica \| \| \| \| |
|             | \| \| Duchailluia anthracina \| \| \| \| \| \| Duchailluia assimilis \| \| \| \| \| \| Duchailluia congoensis \| \| \| \| \| \| Duchailluia furcifera \| \| \| \| \| \| Duchailluia manca \| \| \| \| \| \| Duchailluia nigerrima \| \| \| \| \| \| Duchailluia semoni \| \| \| \| \| \| Duchailluia shelfordi \| \| \| \| \| \| Duchailluia spinulifera \| \| \| \| \| \| Duchailluia togoensis \| \| \| \| \| \| Duchailluia yemenica \| \| \| \| |
|             | Duchailluia anthracina |
|             | |
|             | Duchailluia assimilis |
|             | |
|             | Duchailluia congoensis |
|             | |
|             | Duchailluia furcifera |
|             | |
|             | Duchailluia manca |
|             | |
|             | Duchailluia nigerrima |
|             | |
|             | Duchailluia semoni |
|             | |
|             | Duchailluia shelfordi |
|             | |
|             | Duchailluia spinulifera |
|             | |
|             | Duchailluia togoensis |
|             | |
|             | Duchailluia yemenica |
|             | |